# Вукелич, Бранко
 Бранко Вукелич  (хорв. Branko Vukelić; 9 марта 1958, Карловац, СР Хорватия — 3 мая 2013) — хорватский политик, бывший Министр обороны Хорватии, один из видных деятелей ХДС.

## Биография
Окончил факультет электротехники Загребского университета в 1981 году. Политическую карьеру начал в Карловаце, где сначала был депутатом городского совета, а затем мэром Карловаца с 1997 года по 2001 год. На парламентских выборах в 2003 году избран в парламент Хорватии, но сдал депутатский мандат, поскольку стал министром экономики, труда и предпринимательства в правительстве премьер-министр Иво Санадера.
12 января 2008 года во втором правительстве премьер-министра Санадера стал министром обороны. На этой должности оставался до 29 декабря 2010 года.
Был женат на Джурджице Вукелич, имел сына.
Скончался 3 мая 2013 в Карловаце. На момент смерти политику было всего 55 лет.